# North Newton
North Newton és una població dels Estats Units a l'estat de Kansas. Segons el cens del 2000 tenia 1.522 habitants.

## Demografia
Segons el cens del 2000, North Newton tenia 1.522 habitants, 604 habitatges, i 335 famílies. La densitat de població era de 683,3 habitants/km².
Dels 604 habitatges en un 14,7% hi vivien nens de menys de 18 anys, en un 53,6% hi vivien parelles casades, en un 1,3% dones solteres, i en un 44,4% no eren unitats familiars. En el 42,2% dels habitatges hi vivien persones soles el 31,1% de les quals corresponia a persones de 65 anys o més que vivien soles. El nombre mitjà de persones vivint en cada habitatge era d'1,89 i el nombre mitjà de persones que vivien en cada família era de 2,55.
Per edats la població es repartia de la següent manera: un 10,8% tenia menys de 18 anys, un 23,3% entre 18 i 24, un 12,4% entre 25 i 44, un 18,1% de 45 a 60 i un 35,3% 65 anys o més.
L'edat mediana era de 49 anys. Per cada 100 dones de 18 o més anys hi havia 76,5 homes.
La renda mediana per habitatge era de 36.974 $ i la renda mediana per família de 52.500 $. Els homes tenien una renda mediana de 40.769 $ mentre que les dones 23.056 $. La renda per capita de la població era de 18.869 $. Entorn del 3,6% de les famílies i el 6,8% de la població estaven per davall del llindar de pobresa.

## Poblacions més properes
El següent diagrama mostra les poblacions més properes.